# Onthophagus negligens
Onthophagus negligens es una especie de insecto del género Onthophagus, familia Scarabaeidae, orden Coleoptera.

## Historia
Fue descrita científicamente por Walker en 1858.